# Anoteropsis ralphi
Anoteropsis ralphi är en spindelart som först beskrevs av Simon 1905.  Anoteropsis ralphi ingår i släktet Anoteropsis och familjen vargspindlar.
Artens utbredningsområde är Chathamöarna. Inga underarter finns listade i Catalogue of Life.